# Médias en Australie

Proportion d'adultes employés dans les industries du média d'informations et des télécommunications en Australie, divisée géographiquement par les zones locales de statistiques (d'après un recensement en 2011).

L'Australie a une industrie des médias moderne et diversifiée couvrant les formats traditionnels et numériques, et s'adressant principalement à sa population majoritairement anglophone. En 2018, l'indice de la liberté de la presse classait l'Australie au 19e rang sur 180 pays, bien qu'en 2020, l'Australie a baissé au 26e rang sur 180 pays.
Les médias de masse sont diffusés dans une variété de formats, notamment la radio, la télévision, le papier, l'Internet et l'IPTV. Les variétés comprennent des sources de médias locales, régionales, étatiques, fédérales et internationales, reportant sur l'actualité, l'opinion, la politique, les problèmes et la culture de l'Australie.

## Télévision

### Télévision «free-to-air»(en accès libre)
La Nouvelle-Galles du Sud et le Victoria ont été introduits à la télévision en 1956, les autres états et territoires les suivant jusqu'en 1971. La télévision couleur a été introduite en 1975.
En plus des radiodiffuseurs publics accessibles à presque toute la population australienne, il existe trois grands réseaux de télévision commerciaux : le Nine Network, le Seven Network et le Network Ten. La plupart des villes fortement peuplées d'Australie sont desservies par les trois réseaux. Certaines zones rurales ou régionales peuvent recevoir une sélection plus limitée, avec souvent certaines des chaînes disponibles qui diffusent les émissions de plus d'un des principaux réseaux. Un exemple d'un tel réseau régional « partagé » est Imparja (en).
Les diffusions numériques en accès libre (free-to-air) ont commencé le 1er janvier 2001. Les émissions analogiques devaient à l'origine être supprimées d'ici 2008, mais l'élimination de l'analogique n'a été réalisée qu'en 2013.
Après un débat houleux au début des années 2000 sur un projet de loi qui aurait supprimé les restrictions à la propriété étrangère des licences de diffusion de télévision, le gouvernement australien a choisi de conserver les restrictions à la propriété étrangère dans sa loi de 1992 sur la radiodiffusion. Le gouvernement Howard devait abroger cette loi dans le courant de 2007, après avoir obtenu l'approbation du Parlement pour modifier la législation en 2006.
En 2007, avec Helen Coonan (en) comme ministre des communications, il y a eu deux changements importants. Les limites de propriété étrangère ont été supprimées, le gouvernement a modifié les règles de propriété croisée des médias pour permettre la possession de deux types de médias sur trois.

### Services de télévision payante et diffusion en continu
Environ 25 % des ménages australiens avaient accès à des services de télévision payante à la fin de 2005. Le principal fournisseur est Foxtel dans les zones métropolitaines, régionales et rurales offrant presque toutes les chaînes australiennes via la télévision par câble et par satellite dans les capitales, et la plupart des mêmes chaînes sont proposées par Foxtel via la télévision par satellite (principalement) dans les zones régionales avec la récente fusion avec Austar en 2012.
À la mi-2016, le nombre d'Australiens ayant accès à une certaine forme de télévision payante dépassait ceux qui n'en avaient pas. À la fin de 2019, 14,5 millions d'Australiens avaient accès à une forme quelconque de télévision payante ou de télévision par abonnement, l'audience combinée de ces plates-formes représentant près de 70 % de la population. Netflix reste le leader du marché, bien que Foxtel et Stan aient connu une croissance continue depuis leur entrée sur le marché.
Il existe plusieurs petits concurrents qui proposent un sous-ensemble de chaînes - avec Fetch TV entrant sur le marché en 2010 avec un service d'abonnement sur quelques réseaux ADSL2+, et TransACT offrant la télévision via ses propres réseaux VDSL, VDSL2 et FTTP/FTTH à Canberra et son câble de quartier réseau dans certaines parties de Victoria. D'autres fournisseurs de télévision sur Internet en Australie proposent du contenu gratuit ou PPV, mais n'offrent pas de produit d'abonnement. UBI World TV propose un certain nombre de chaînes de télévision et de radio ethniques par satellite dans tout le pays, et d'autres petites entreprises proposent certaines chaînes par satellite, en particulier des services étrangers ou des chaînes gratuites, et certaines chaînes sont disponibles sur Internet.

#### Netflix
Netflix est sorti en Australie et en Nouvelle-Zélande le 24 mars 2015,. En février 2019, 11,2 millions d'Australiens avaient un abonnement Netflix dans leur foyer, en hausse de 25 % par rapport à l'année précédente.
Netflix a été critiqué pour ne pas "raconter" des histoires australiennes par l'ancien directeur général de l'Australian Broadcasting Corporation, Mark Scott (en). Des recherches ont montré que le cinéma et la télévision australiens représentaient moins de 2 % du catalogue australien de Netflix en 2018. En 2020, l'Australian Competition and Consumer Authority a lancé une proposition visant à soumettre Netflix aux exigences de contenu local,. Cependant, cette proposition a finalement été rejetée par le gouvernement.

#### Stan
Stan (stylisé comme Stan.) est un service par contournement via le streaming. Stan a été lancé le 26 janvier 2015. Il a été originellement fondé en tant que StreamCo Media, une coentreprise entre Nine Entertainment Co. et Fairfax Media. En août 2014, chaque entreprise a investi 50 millions de dollar australien dans StreamCo. StreamCo a été renommé par la suite en tant que Stan Entertainment en décembre 2014, juste avant le lancement du service en janvier 2015. Nine Entertainment a racheté Fairfax Media en 2018, faisant de Stan totalement possédé par Nine Digital (en).
Le service offre une large gamme de films et de contenus télévisés, que ce soit de la production locale ou étrangère, particulièrement des États-Unis et du Royaume-Uni. Stan inclut aussi une bibliothèque grandissante de leurs propres productions originales.
Avec plus de 2,3 millions d'abonnés, Stan est le second plus grand service de streaming en Australie, juste derrière Netflix.

## Journaux et sites d'informations

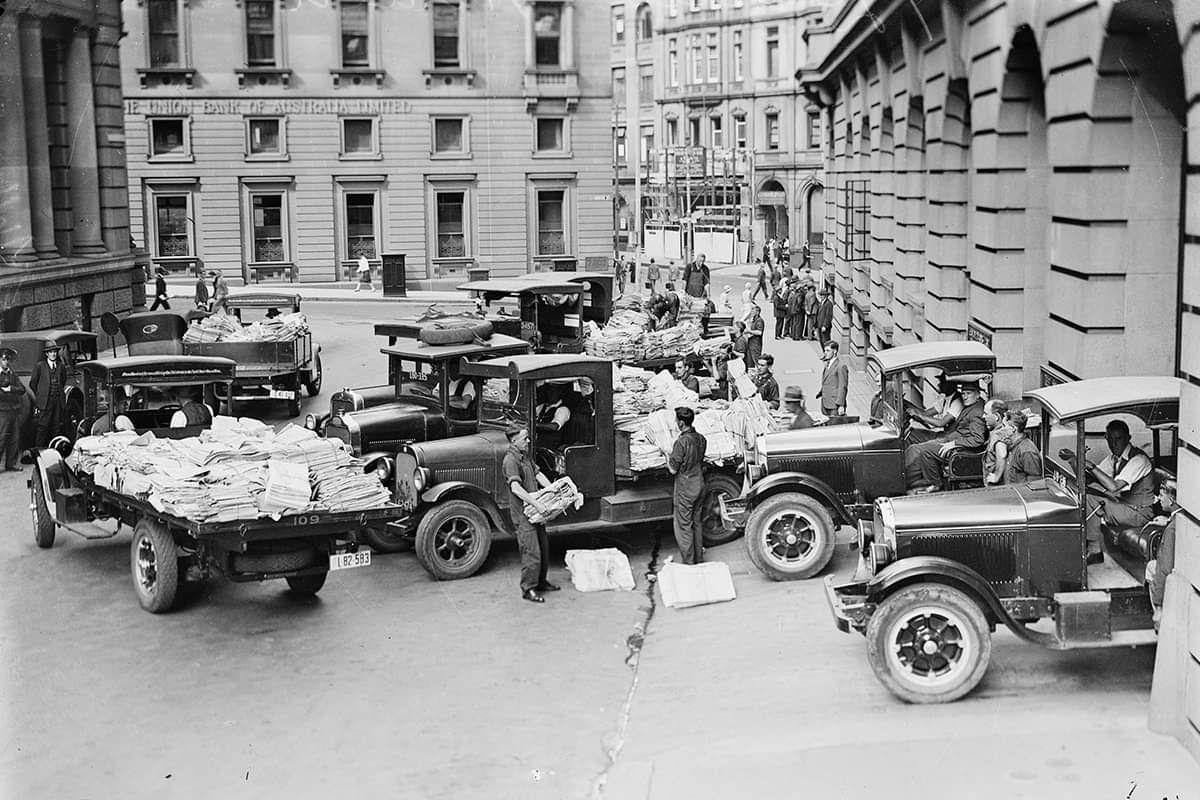
Des journaux qui sont chargés dans des camions, en dehors des bureaux de The Sydney Morning Herald, O'Connel St, Sydney, 1920 (Bibliothèque nationale d'Australie)

Il y a deux journaux nationaux, 10 journaux quotidiens à l'échelle d'un état/territoire, 35 quotidiens régionaux, et 470 autres journaux régionaux et suburbains en Australie. Chaque état et territoire a un ou deux journaux quotidiens dominants, qui se concentrent sur les actualités nationales majeures mais aussi les nouvelles d'importance dans l'état où les journaux sont vendus. Cela inclut : The Canberra Times, The Sydney Morning Herald, The Daily Telegraph, The Age (Melbourne), et The Herald Sun (Melbourne). Les deux quotidiens nationaux sont The Australian et The Australian Financial Review. Presque tous les journaux métropolitains majeurs sont possédés par soit News Limited, une filiale de News Corporation, ou de Nine Entertainement Co., avec des exceptions notable comme The West Australian, The Sunday Times et The Canberra Times.
D'autres journaux notables et sites d'informations sont : news.com.au (en), ABC News Online, Seven News Online (en), SBS News Online, Nine News (en), The Guardian Australia, The Saturday Paper (en) et The Spectator. Il y a une augmentation du matériel journalistique publié sur Internet, qui se fait parfois exclusivement.

## Radio
La diffusion de la première radio régulière d'Australie a commencé le 13 novembre 1923 avec la station 2SB (en) (qui deviendra plus tard 2BL) à Sydney. L'ABC a commencé à diffuser en 1932. Les talkback radio (en) ont été premièrement diffusées avec 2UE (en) à Sydney, juste après minuit le 17 avril 1967. L'ABC a expérimenté avec les stations FM dans les années 60, mais c'était pas avant juillet 1980 que la première station FM a commencé ses opérations. 3EON (en) (désormais 3MMM) de Melbourne a été la première à diffuser.
En 2009, il y avait 274 radios commerciales opérationnelles (financées par la publicité) et 341 radios communautaires (financées publiquement).
Les radios d'informations nationales incluent l'Australian Broadcasting Corporation qui opère 4 réseaux de radios d'informations nationales (ABC News Radio (en) et l'ABC Radio National (en)), 53 radios d'informations locales à travers l'ABC Local Radio (en) et plusieurs stations de radio digitales; et la Special Broadcasting Service qui délivre aussi du contenu informatif australien multilingue.

## Régulation
La régulation des médias est principalement assurée par le gouvernement australien à travers son pouvoir de mettre en place des lois gouvernant la télécommunication. Les états et territoires australiens ont aussi des rôles importants dans ce domaine, notamment dans le domaine du droit à la diffamation, bien que leurs lois puissent ne pas entrer en conflit avec une loi fédérale valide.
L'Australian Communications and Media Authority (en) (littéralement l'autorité des communications et du média de l'Australie, ACMA) est le régulateur de la diffusion à la radio et la télévision en Australie, et corégule aussi le contenu en ligne. Les consommateurs qui ont des plaintes à propos de programmes à la télévision, à la radio ou autres types de contenus sur Internet peuvent soumettre leurs plaintes à l'ACMA. Le Commercial Television Code of Practice (en) (littéralement le code de la pratique commerciale à la télévision) est un ensemble de lignes directrices régulatoires, enregistré avec l'ACMA, avec qui les diffuseurs commerciaux à la télévision doivent se conformer.
L'Australian Press Council (en) (littéralement conseil de la presse de l'Australie, APC) est l'entité auto-régulatoire du média imprimé. Le conseil s'occupe des plaintes du public envers du matériel éditorial dans des journaux et magazines publiés en Australie, et a pour but de défendre et maintenir la liberté de la presse.

### Concentration des médias
Les contrôles sur la concentration des médias en Australie sont définis dans le décret Broadcasting Services Act 1992 (en), administré par l'ACMA. Même avec les lois mises en place, l'Australie possède un haut taux de convergence des médias comparé aux autres nations occidentales. La concentration des journaux nationaux et locaux est dominée par deux sociétés, News Corporation de Rupert Murdoch (qui a été fondée à Adélaïde mais qui est désormais localisée depuis les États-Unis), et Nine Entertainment. Les filiales de Murdoch représentent 64,2% de la circulation métropolitaine, et celles appartenant à Nine Entertainment représentent 26,4%.
L'Australian Associated Press (AAP) appartient à une organisation à but non caritatif. L'AAP distribue les informations et les vend à d'autres diffuseurs comme l'Australian Broadcasting Corporation. Alors que la plupart des informations dominantes actuelles proviennent de l'AAP, tous les diffuseurs de médias privés se font toujours la compétition les uns avec les autres pour des informations exclusives, notamment sur la pop culture.
Le média rural et régional est dominé par l'Australian Community Media (en), avec des avoirs importants dans tous les États et Territoires. Rural Press (diffuseur régional) a reçu une offre de rachat par John Fairfax Holdings à la fin 2006, et la fusion a été finalisée le 8 mai 2007.
Il y a des règles qui gouvernent la propriété des médias de la part de sociétés étrangères sur le média australien, et ces mêmes règles ont été assouplies par Helen Coonan (en) sous le gouvernement Howard (en) via le décret Act No. 129 of 2006. Ce décret a permis des modifications sur des lois sur les médias croisés et la propriété étrangère, avec le projet de loi Broadcasting Services Amendment (Media Ownership) Bill 2006. Ces changements ont été appliqués en 2007 et le sont toujours, ce qui a permis des restrictions relâchées sur le contrôle par une seule entreprise.
Selon Reporters Sans Frontières en 2006, l'Australie se classait à la 35e position dans la liste des pays classés selon l'indice de la liberté de la presse ; bien derrière la Nouvelle-Zélande (19e) ou encore le Royaume-Uni (27e) (mais devant les États-Unis, classés 53èmes). Cette basse position comparée à d'autres pays est surtout en raison des restrictions imposées par les récentes lois anti-terroristes. Le problème, et la concentration de la propriété des médias, était un parmi beaucoup mentionnés dans l'émission de télévision  Media Watch (en), diffusé sur le réseau financé par le gouvernement, ABC. En 2018, ces classements ont changé avec l'Australie qui monte à la 19e place, la Nouvelle-Zélande à la 8e alors que le Royaume-Uni dégringole à la 40e. Plus tard, en 2020, l'Australie baisse au 26e rang.